# Kevin Krumenauer
Kevin Krumenauer  (Marietta, 1977) is een Amerikaanse componist, muziekpedagoog en bastrombonist. Hij is een zoon van het echtpaar Harry Krumenauer en Marsha Elzey. 

## Levensloop
Krumenauer studeerde muziektheorie, contrapunt, compositie bij Susan Tepping en bastrombone bij Richard Brady aan de Georgia State University in Atlanta en behaalde zijn Bachelor of Music in 1999 met magna cum laude in compositie. In 2000 vertrok hij naar Cleveland en studeerde compositie bij Margaret Brouwer aan het Cleveland Institute of Music. In 2002 werd hij uitgenodigd om in Parijs te studeren: compositie en contrapunt aan de  Schola Cantorum de Paris en binnen een cursus bij Michel Merlet aan het Conservatoire national supérieur de musique. Terug in de Verenigde Staten zette hij zijn studies aan het Cleveland Institute of Music bij Margret Brouwer alsook trombone bij Thomas Klaber voort en behaalde in 2003 zijn Master of Music in compositie. 
Van 2001 tot 2005 werkte hij als technicus en monitor voor omroep programma's bij de lokale omroepmaatschappij WCLV 104.9 FM in Cleveland. Van 2005 tot 2007 was hij werkzaam als docent aan het Lakeland Community College in Kirtland. Van 2007 tot 2009 was hij als instructeur voor piano en compositie verbonden aan de E-Prep Academy in Cleveland (Ohio). Verder doceert hij vanaf 2008 aan het Cleveland Institute of Music. Sinds januari 2009 is hij parttime docent aan de Case Western Reserve University in Cleveland. 
Sinds augustus 2009 werkt hij ook als adviseur en kerkmuzikant aan de "Christ Church Westshore" in Bay Village.
Als componist schreef hij werken voor orkest, harmonieorkest, vocale muziek en kamermuziek. Zijn compositie Ecclesiastical Visions werden onder anderen uitgevoerd aan de Universiteit van Kaapstad (UCT) in Kaapstad en zijn viool sonate "Many-colored Roads" ging aan La Schola Cantorum in Parijs in première. Sinds 2004 is hij lid van de American Society of Composers, Authors and Publishers (ASCAP) en vanaf 1999 ook van de componisten broederschap Pi Kappa Lambda National Music Honors Fraternity.

## Composities

### Werken voor orkest
- Dancre, voor kamerorkest

### Werken voor harmonieorkest
- 2005 Blue on Red, voor harmonieorkest
  1. Blue
  2. "Your Heart is Beautiful"
  3. Red
- 2009 Symfonie, voor harmonieorkest
- The Heart of God

### Vocale muziek

#### Liederen
- Song Set, voor sopraan en gitaar
- Psalm 98, voor sopraan en marimba
- Reflections, voor zangstem en piano - tekst: Valerie Mayen
  1. Wednesday’s Rain
  2. Second Helpings
  3. Dorothy Jane

### Kamermuziek
- 2002 Sonate: Many-colored roads, voor viool
- 2008 Firestorm, voor blaaskwintet, piano en pauken  
  1. Hammerblow
  2. Digging in the Dirt
  3. Whistling in the Dark
  4. Bump and Grind
- Images, voor klarinet en marimba
- Strijkkwartet: Of Time and Place

## Publicaties
- Blue on Red, Works by Stamp, Krumenauer & Maslanka, in het cd-boekje van Troy CD 996, (2008), Albany Records
- Making God Manifest Through the Arts, in: The Anglican Quarterly, Lente 2011, Volume 1, Issue 3
- Liturgy and the Arts, in: The Anglican Quarterly, juni 2011,